# Mistrovství světa v silniční cyklistice mužů – časovka družstev
Časovka mužských družstev byla součástí Mistrovství světa v silniční cyklistice v letech 1962 až 1994, jezdila se na trati 100 km a zúčastnila se jí čtyřčlenná národní družstva. V letech 2012 až 2018 se jezdila v rámci Mistrovství světa časovka mužských týmů, které se zúčastnily šestičlenné týmy složené z jezdců různých národností.

## Časovka družstev
| Lp. | Rok     | Km    | Místo                | Zlato                                                                 | Stříbro                                                                   | Bronz                                                                    |
| --- | ------- | ----- | -------------------- | --------------------------------------------------------------------- | ------------------------------------------------------------------------- | ------------------------------------------------------------------------ |
| 1   | MS 1962 | 100,0 | Salò                 | Mario Maino Antonio Tagliani Dino Zandegù Danilo Grassi               | Ole Ritter Vagn Bangsburg Mogens Tvilling Ole Krøier                      | Rubén Etchebarne Juan José Timón Vid Cencic René Pezzati                 |
| 2   | MS 1963 | 100,0 | Ronse                | Michel Bechet Dominique Motte Marcel Ernest Bidault Georges Chappe    | Mario Maino Pasquale Fabbri Danilo Grassi Dino Zandegù                    | Viktor Kapitonov Jurij Melichov Gajnan Sajdchužin Anatolij Olizarenko    |
| 3   | MS 1964 | 100,0 | Sallanches           | Severino Andreoli Luciano Dalla Bona Pietro Guerra Ferruccio Manza    | Luis Pedro Santamarina Ramón Sáez José Ramon Goyeneche Ginés Garcia Peran | René Heuvelmans Roland De Neve Roland Van de Ryse Albert Van Vlierberghe |
| 4   | MS 1965 | 100,0 | Lasarte-Oria         | Pietro Guerra Luciano Dalla Bona Mino Denti Giuseppe Soldi            | Ventura Díaz Arrey José-Manuel Lopéz José Manuel Lasa Domingo Perurena    | André Desvages Gerard Swertvaeger Henri Heintz Claude Lechatelier        |
| 5   | MS 1966 | 100,0 | Nürburgring          | Verner Blaudzun Jørgen Emil Hansen Fleming Wisborg Ole Højlund        | Eddy Beugels Harry Steevens Tiemen Groen Marinus Wagtmans                 | Attilio Benfatto Luciano Dalla Bona Pietro Guerra Mino Denti             |
| 6   | MS 1967 | 96,4  | Heerlen              | Gösta Pettersson Sture Pettersson Erik Pettersson Tomas Pettersson    | Henning Petersen Leif Mortensen Jørgen Emil Hansen Verner Blaudzun        | Lorenzo Bosisio Benito Pigato Vittorio Marcelli Flavio Martini           |
| 7   | MS 1968 | 100,0 | Montevideo           | Gösta Pettersson Sture Pettersson Erik Pettersson Tomas Pettersson    | Walter Bürki Robert Thalmann Erich Spahn Bruno Hubschmid                  | Benito Pigato Giovanni Bramucci Vittorio Marcelli Flavio Martini         |
| 8   | MS 1969 | 96,9  | Brno                 | Gösta Pettersson Sture Pettersson Erik Pettersson Tomas Pettersson    | Leif Mortensen Jørn Lund Jørgen Emil Hansen Mogens Frey                   | Xaver Kurmann Bruno Hubschmid Josef Fuchs Walter Bürki                   |
| 9   | MS 1970 | 96,9  | Leicester            | Valerij Jardy Viktor Sokolov Valerij Lichačev Boris Šuchov            | František Řezáč Petr Matoušek Milan Puzrla Jiří Mainuš                    | Fedor den Hertog Popke Oosterhof Tino Tabak Adri Duyker                  |
| 10  | MS 1971 | 100,0 | Mendrisio            | Gustaaf Hermans Gustaaf Van Cauter Louis Verreydt Ludo Vanderlinden   | Fedor den Hertog Adri Duyker Frits Schur Aad van den Hoek                 | Edward Barcik Stanisław Szozda Jan Smyrak Lucjan Lis                     |
| 11  | MS 1973 | 100,0 | Barcelona            | Tadeusz Mytnik Lucjan Lis Stanisław Szozda Ryszard Szurkowski         | Gennadij Komnatov Siergiej Sinicyn Boris Šuchov Jurij Michajlov           | Tord Filipsson Lennart Fagerlund Leif Hansson Sven-Åke Nilsson           |
| 12  | MS 1974 | 100,0 | Montréal             | Tord Filipsson Lennart Fagerlund Bernt Johansson Sven-Åke Nilsson     | Gennadij Komnatov Valerij Čaplygin Vladimir Kaminskij Rinat Šarafulin     | Hans-Joachim Hartnick Karl-Dietrich Diers Gerhard Lauke Horst Tischoff   |
| 13  | MS 1975 | 100,0 | Yvoir                | Tadeusz Mytnik Mieczysław Nowicki Ryszard Szurkowski Stanisław Szozda | Gennadij Komnatov Aavo Pikkuus Vladimir Kaminskij Valerij Čaplygin        | Petr Matoušek Vlastimil Moravec Vladimír Vondráček Petr Bucháček         |
| 14  | MS 1977 | 100,0 | San Cristóbal        | Valerij Čaplygin Aavo Pikkuus Vladimir Kaminskij Anatolij Čukanov     | Mirko Bernardi Mauro De Pellegrin Vito Da Ros Dino Porrini                | Tadeusz Mytnik Mieczysław Nowicki Czesław Lang Stanisław Szozda          |
| 15  | MS 1978 | 100,0 | Nürburgring          | Bert Oosterbosch Jan van Houwelingen Guus Bierings Bart van Est       | Aavo Pikkuus Vladimir Kaminskij Vladimir Kuzněcov Algirdas Guzavičius     | Gilbert Glaus Stefan Mutter Richard Trinkler Kurt Ehrensperger           |
| 16  | MS 1979 | 100,0 | Valkenburg           | Bernd Drogan Hans-Joachim Hartnick Falk Boden Andreas Petermann       | Witold Plutecki Stefan Ciekański Jan Jankiewicz Czesław Lang              | Geir Digerud Jostein Wilmann Hans Petter Ødegaard Morten Sæther          |
| 17  | MS 1981 | 100,0 | Praha                | Bernd Drogan Falk Boden Mario Kummer Olaf Ludwig                      | Sergej Kadackij Oleg Logvin Jurij Kaširin Anatolij Jarkin                 | Milan Jurčo Michal Klasa Alipi Kostadinov Jiří Škoda                     |
| 18  | MS 1982 | 100,0 | Goodwood             | Frits van Bindsbergen Maarten Ducrot Gerrit Solleveld Gerard Schipper | Alfred Achermann Daniel Heggli Richard Trinkler Urs Zimmermann            | Oleg Logvin Jurij Kaširin Sergej Voronin Oleg Čujda                      |
| 19  | MS 1983 | 100,0 | Altenrhein           | Jurij Kaširin Oleg Čujda Sergej Novolokin Aleksandr Zinovjev          | Benno Wiss Othmar Häfliger Daniel Heggli Heinz Imboden                    | Dag Hopen Hans Petter Ødegaard Terje Gjengaard Tom Pedersen              |
| 20  | MS 1985 | 100,0 | Giavera del Montello | Alexandr Zinovjev Igor Sumnikov Viktor Klimov Vasilij Ždanov          | Vladimír Hrůza Milan Křen Michal Klasa Milan Jurčo                        | Eros Poli Claudio Vandelli Massimo Podenzana Marcello Bartalini          |
| 21  | MS 1986 | 100,0 | Colorado Springs     | Rob Harmeling John Talen Tom Cordes Gerrit De Vries                   | Flavio Vanzella Mario Scirea Massimo Podenzana Eros Poli                  | Uwe Ampler Mario Kummer Uwe Raab Dan Radtke                              |
| 22  | MS 1987 | 100,0 | Villach              | Roberto Fortunato Eros Poli Mario Scirea Flavio Vanzella              | Viktor Klimov Asjat Saitov Igor Sumnikov Jevgenij Zagriebielnyj           | Helmut Wechselberger Bernard Rassinger Mario Traxl Johann Lienhart       |
| 23  | MS 1989 | 100,0 | Chambéry             | Mario Kummer Maik Landsmann Jan Schur Falk Boden                      | Zenon Jaskuła Joachim Halupczok Marek Leśniewski Andrzej Sypytkowski      | Jurij Manuilov Viktor Klimov Jevgenij Zagriebelnyj Oleg Galkin           |
| 24  | MS 1990 | 100,0 | Ucunomija            | Oleg Galkin Ruslan Zotov Igor Patenko Aleksandr Markovič              | Maik Landsmann Uwe Peschel Uwe Berndt Falk Boden                          | Rolf Aldag Kai Hundertmarck Raimund Lehnert Michael Rich                 |
| 25  | MS 1991 | 99,1  | Stuttgart            | Flavio Anastasia Luca Colombo Gianfranco Contri Andrea Peron          | Bernd Dittert Michael Rich Uwe Berndt Uwe Peschel                         | Stig Kristiansen Johnny Sæther Roar Skaane Bjørn Stenersen               |
| 26  | MS 1993 | 100,0 | Oslo                 | Rossano Brasi Gianfranco Contri Rosario Fina Cristian Salvato         | Christian Meyer Uwe Peschel Michael Rich Andreas Walzer                   | Roman Jeker Beat Meister Markus Kennel Roland Meier                      |
| 27  | MS 1994 | 100,0 | Agrigento            | Cristian Salvato Gianfranco Contri Gianluca Colombo Dario Andriotto   | Jean François Anti Dominique Bozzi Pascal Deramé Christophe Moreau        | Ralf Grabsch Uwe Peschel Michael Rich Jan Schaffrath                     |

## Časovka týmů
| Rok     | Místo      | Zlato | Stříbro | Bronz |
| ------- | ---------- | --- | --- | --- |
| MS 2012 | Limburg    | Omega Pharma-Quick Step Tom Boonen (BEL) Sylvain Chavanel (FRA) Tony Martin (GER) Niki Terpstra (NED) Kristof Vandewalle (BEL) Peter Velits (SVK)         | BMC Racing Team Alessandro Ballan (ITA) Philippe Gilbert (BEL) Taylor Phinney (USA) Marco Pinotti (ITA) Manuel Quinziato (ITA) Tejay van Garderen (USA) | Orica-GreenEDGE Sam Bewley (NZL) Luke Durbridge (AUS) Sebastian Langeveld (NED) Cameron Meyer (AUS) Jens Mouris (NED) Svein Tuft (CAN)          |
| MS 2013 | Toskánsko  | Omega Pharma-Quick Step Sylvain Chavanel (FRA) Michał Kwiatkowski (POL) Tony Martin (GER) Niki Terpstra (NED) Kristof Vandewalle (BEL) Peter Velits (SVK) | Orica-GreenEDGE Luke Durbridge (AUS) Michael Hepburn (AUS) Daryl Impey (RSA) Brett Lancaster (AUS) Jens Mouris (NED) Svein Tuft (CAN)                   | Team Sky Edvald Boasson Hagen (NOR) Chris Froome (GBR) Vasil Kiryienka (BLR) Richie Porte (AUS) Kanstantsin Sivtsov (BLR) Geraint Thomas (GBR)  |
| MS 2014 | Ponferrada | BMC Racing Team Rohan Dennis (AUS) Silvan Dillier (SUI) Daniel Oss (ITA) Manuel Quinziato (ITA) Tejay van Garderen (USA) Peter Velits (SVK)               | Orica-GreenEDGE Luke Durbridge (AUS) Michael Hepburn (AUS) Damien Howson (AUS) Brett Lancaster (AUS) Jens Mouris (NED) Svein Tuft (CAN)                 | Omega Pharma-Quick Step Tom Boonen (BEL) Michał Kwiatkowski (POL) Tony Martin (GER) Pieter Serry (BEL) Niki Terpstra (NED) Julien Vermote (BEL) |
| MS 2015 | Richmond   | BMC Racing Team Rohan Dennis (AUS) Silvan Dillier (SUI) Stefan Küng (SUI) Daniel Oss (ITA) Taylor Phinney (USA) Manuel Quinziato (ITA)                    | Omega Pharma-Quick Step Tom Boonen (BEL) Michał Kwiatkowski (POL) Yves Lampaert (BEL) Tony Martin (GER) Niki Terpstra (NED) Rigoberto Uran (COL)        | Movistar Team Andrey Amador (CRC) Jonathan Castroviejo (ESP) Alex Dowsett (GBR) Jon Izagirre (ESP) Adriano Malori (ITA) Jasha Sütterlin (GER)   |
| MS 2016 | Dauhá      | Bob Jungels (LUX) Marcel Kittel (DEU) Yves Lampaert (BEL) Tony Martin (DEU) Niki Terpstra (NED) Julien Vermote (BEL)                                      | Rohan Dennis (AUS) Stefan Küng (SUI) Daniel Oss (ITA) Taylor Phinney (USA) Manuel Quinziato (ITA) Joey Rosskopf (USA)                                   | Luke Durbridge (AUS) Alex Edmondson (AUS) Michael Hepburn (AUS) Daryl Impey (RSA) Michael Matthews (AUS) Svein Tuft (CAN)                       |
| MS 2017 | Bergen     | Tom Dumoulin (NED) Lennard Kämna (GER) Wilco Kelderman (NED) Søren Kragh Andersen (DEN) Michael Matthews (AUS) Sam Oomen (NED)                            | Rohan Dennis (AUS) Silvan Dillier (SUI) Stefan Küng (SUI) Daniel Oss (ITA) Miles Scotson (AUS) Tejay van Garderen (USA)                                 | Owain Doull (GBR) Chris Froome (GBR) Vasil Kiryienka (BLR) Michał Kwiatkowski (POL) Gianni Moscon (ITA) Geraint Thomas (GBR)                    |
| MS 2018 | Innsbruck  | Kasper Asgreen (DEN) Laurens De Plus (BEL) Bob Jungels (LUX) Yves Lampaert (BEL) Maximilian Schachmann (GER) Niki Terpstra (NED)                          | Tom Dumoulin (NED) Chad Haga (USA) Wilco Kelderman (NED) Søren Kragh Andersen (DEN) Michael Matthews (AUS) Sam Oomen (NED)                              | Patrick Bevin (NZL) Damiano Caruso (ITA) Rohan Dennis (AUS) Stefan Küng (SUI) Greg Van Avermaet (BEL) Tejay van Garderen (USA)                  |